# Serra de São Bento
Serra de São Bento är en kommun i Brasilien.   Den ligger i delstaten Rio Grande do Norte, i den östra delen av landet, 1 700 km nordost om huvudstaden Brasília. Antalet invånare är 5 746.
Omgivningarna runt Serra de São Bento är huvudsakligen savann. Runt Serra de São Bento är det ganska tätbefolkat, med 172 invånare per kvadratkilometer.